# Diapir

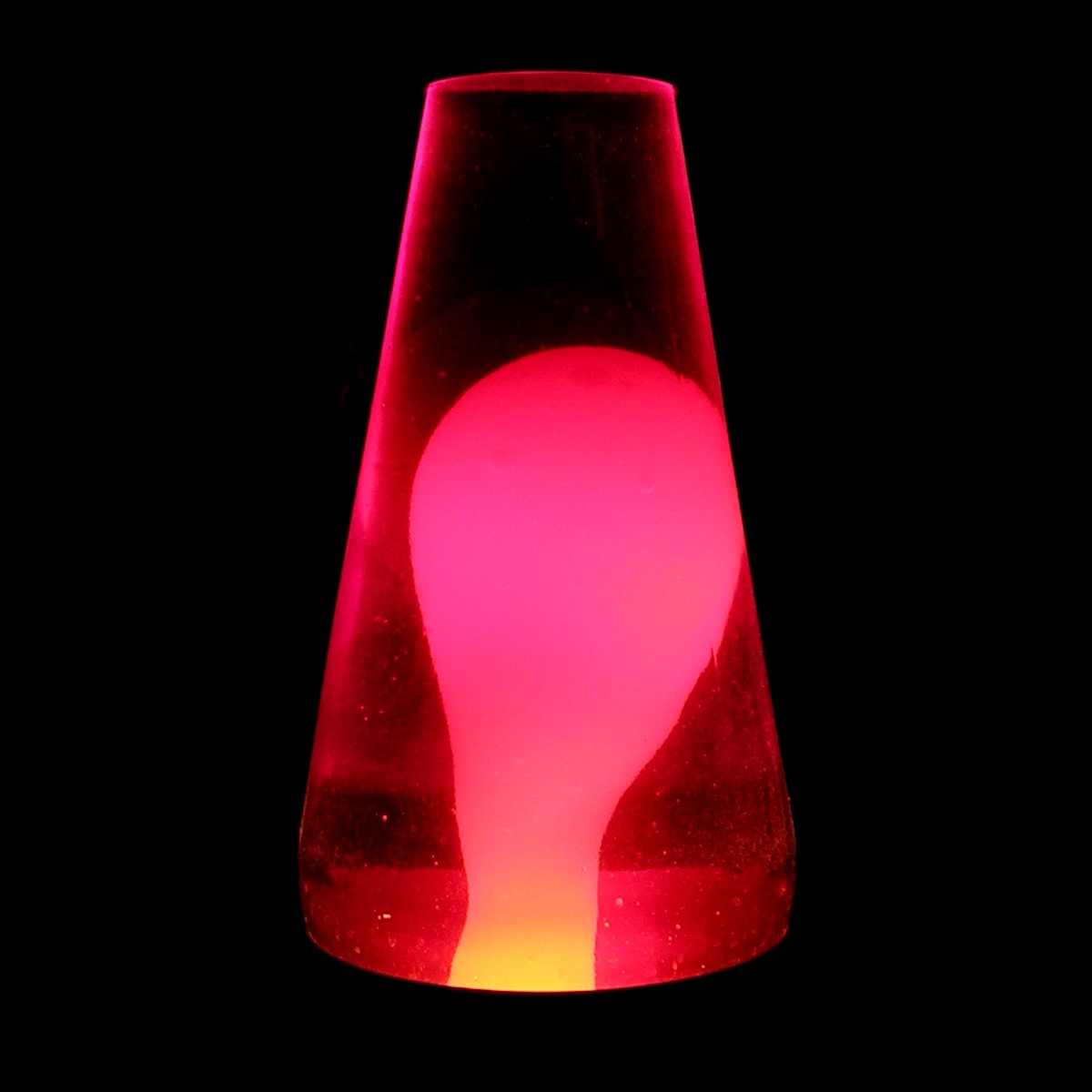
Lávová lampa ilustruje mechanismus výstupu diapiru

Diapir (z řeckého diapeirein – propíchnout), také diapira či diapirová struktura, je geologická struktura, obecně mobilní masa, která intruduje do nadložních vrstev. Nejčastěji jde o intruze, které prorazily nadložními vrstvami starších hornin, ale diapir může označovat i relativně chladná tělesa (např. solné dómy a bahenní diapiry).
Diapiry se pohybují směrem vzhůru podél oslabených zón, popřípadě zlomů díky menší hustotě než má jejich okolí. V podstatě jde o aplikaci Archimédova zákona, celý proces se nazývá diapirismus.
Nejčastější typy diapirů jsou vulkanického původu. V případě, že jde o výstup roztavených hornin z hranice pláště na povrch v horkých skvrnách, hovoříme se o takzvaných „plášťových diapirech“. V případě rychle vystupujícího, fluidy nasyceného magmatu v úzkých komínech ze zemského pláště hovoříme o „diatrémách“. Příčiny a mechanismus pohybu materiálu v diatrémách však není totožný s příčinami pohybu diapirů.
Struktury vytvořené solnými dómy mají velký hospodářský význam, jelikož jsou často „pastí“ k zachytávání přírodních uhlovodíků – ropy a zemního plynu.
Termín „diapir“ zavedl rumunský geolog Ludovic Mrazec (Mrázek), který jako první pochopil princip solné tektoniky a plasticity. Otec Ludovica Mrázka byl Čech, pocházel z Horní Cerekve.